# Luxor (província)
Luxor (em árabe: محافظة الأقصر‎; romaniz.: Muḥāfaẓah Al Aqṣar) é uma província (moafaza) do Egito sediada em Luxor. Possui 2 960 quilômetros quadrados e segundo o censo de 2018, havia 1 282 590 habitantes.